# Farleton (Kumbria)
Farleton – przysiółek w Anglii, w Kumbrii. Leży 76 km na południe od miasta Carlisle i 348 km na północny zachód od Londynu. W 1931 roku civil parish liczyła 67 mieszkańców. Farleton jest wspomniana w Domesday Book (1086) jako Fareltun.